# 相沢扇子
相沢 扇子（あいざわ せんこ、文政12年10月6日（1829年11月2日） - 明治37年（1904年）11月24日）は、幕末から明治時代の歌人。

## 経歴・人物
江戸深川にて三河国西尾藩主・松平乗全の侍医、相沢良安の娘として生まれる。西尾藩侍医で歌人の相沢朮の妻。弘化4年（1847年）朮を相沢家の婿養子にむかえ結婚。子を8人産み、うち5人は夭折した。
加藤千浪、井上文雄、佐々木弘綱などに師事。代表作に娘竹子との共編『母子草』がある。